# 1994 a sportban
1994 legfontosabb sporteseményei a következők voltak:
- Egerszegi Krisztina úszó világbajnoki ezüstérmes (200 m hát) és világbajnoki ötödik helyezett (100 m hát).
- Martina Navratilova teniszező visszavonul a versenyzéstől.
- Brazília nyeri az Amerikai Egyesült Államokban rendezett labdarúgó-világbajnokságot.
- Andreas Escobar kolumbiai labdarúgó gyilkosság áldozata Medellínben, 10 nappal azután, hogy öngólt lőtt a világbajnokságon.
- O. J. Simpson volt NFL-játékos és filmszínész kettős gyilkosság vádjával áll a bíróság előtt. Az esküdtszék ártatlannak minősíti felesége és annak szeretője meggyilkolásának vádjában.
- Michael Schumacher a Benetton–Ford színeiben megszerzi első Formula–1-es világbajnoki címét Damon Hill (Williams–Renault) előtt.
- A háromszoros Formula–1-es világbajnok brazil Ayrton Senna halálos balesetet szenved az imolai versenyen. Egy nappal korábban az osztrák Roland Ratzenberger is életét veszti az edzésen.
- szeptember 17–26. – Az 1. női kézilabda-Európa-bajnokság Németországban.
- A Kispest-Honvéd BL-selejtezőn szoros mérkőzéseken kap ki a Manchester United-től (Kispest HFC–Manchester Utd. 1–2, 2–3).
- november 30. – december 15. – A 31. nyílt és 16. női sakkolimpia Moszkvában, amelyen a magyar női válogatott ezüstérmet szerzett.

## Születések

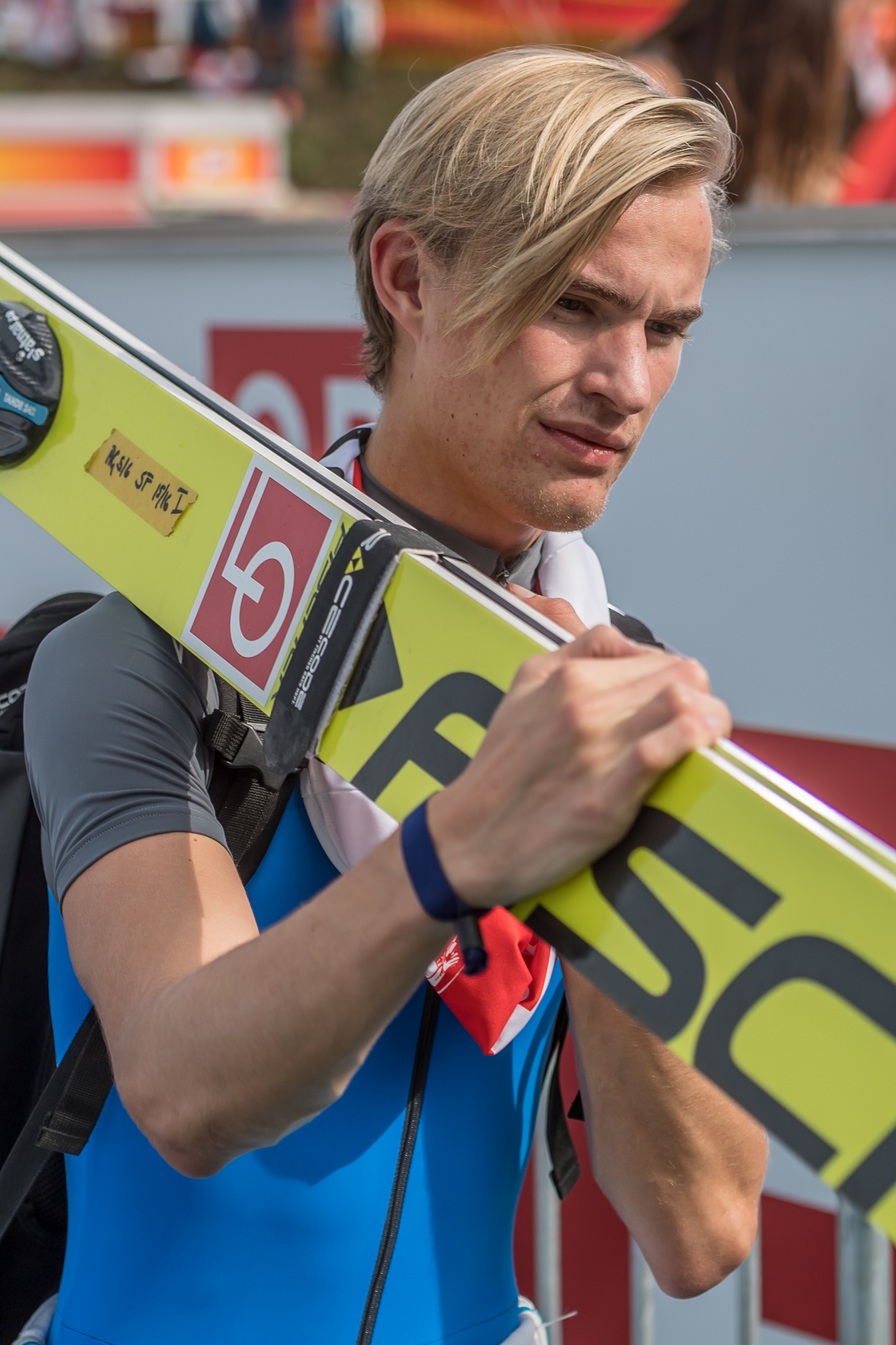
Daniel-André Tande síugró

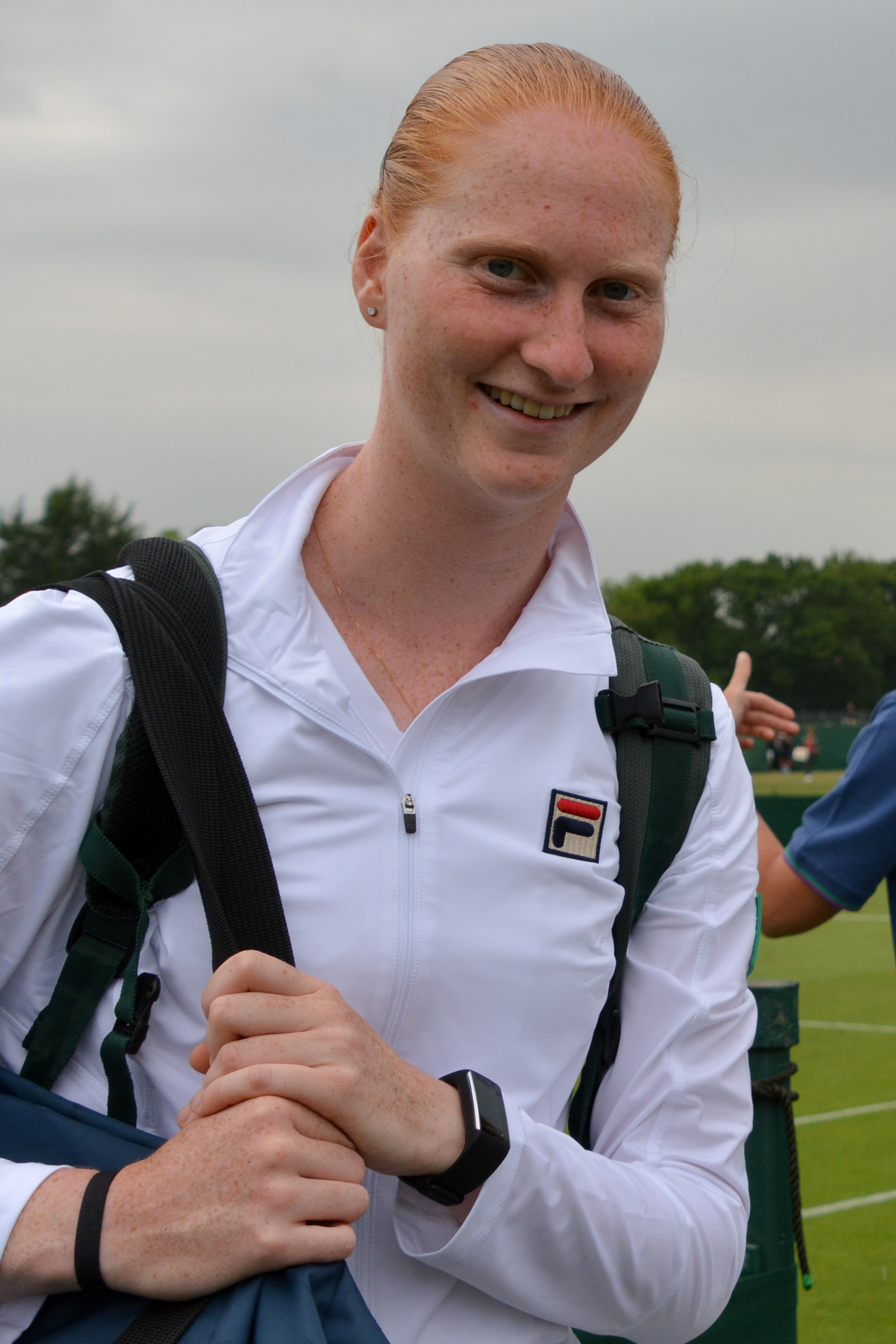
Alison Van Uytvanck teniszező

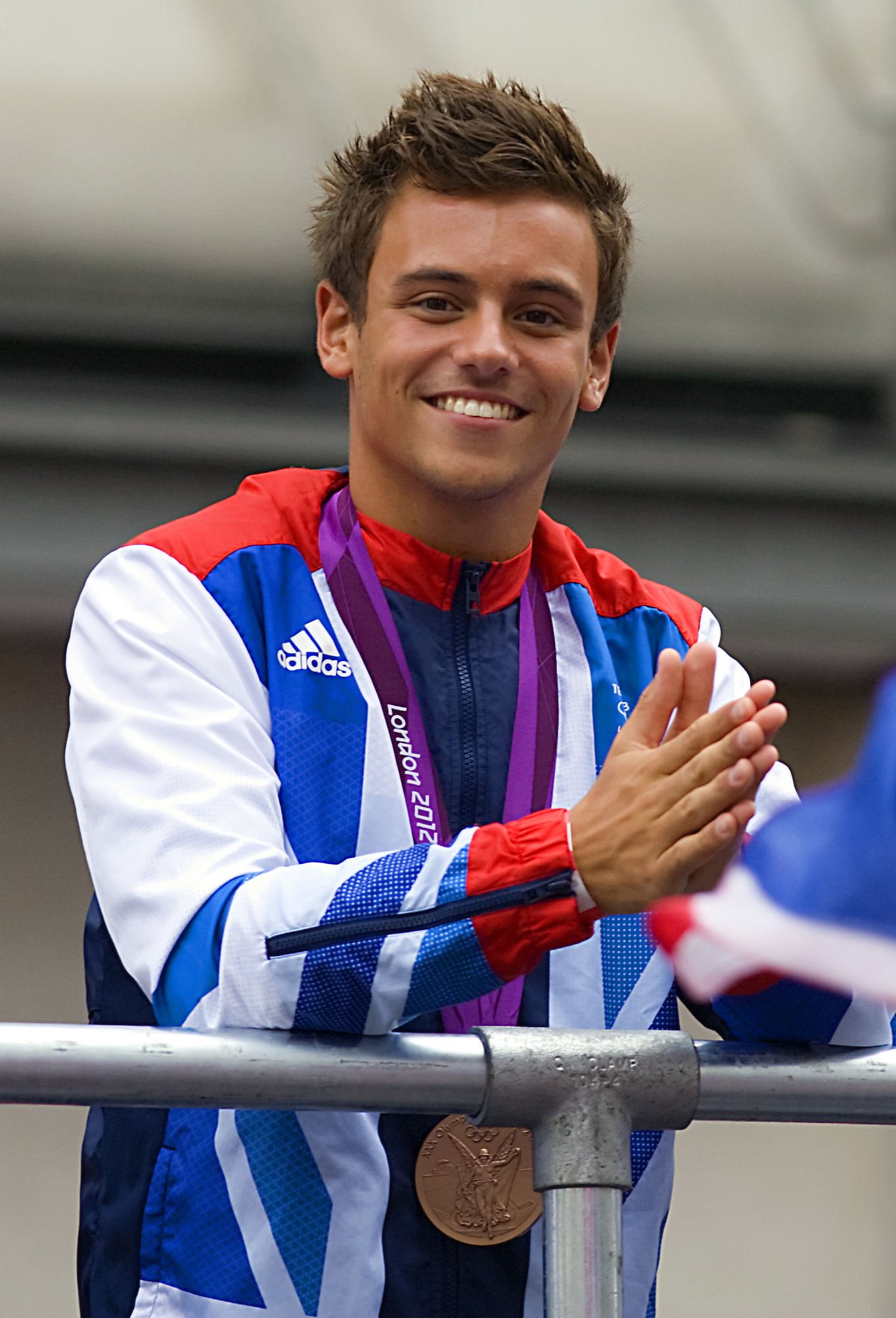
Tom Daley műugró

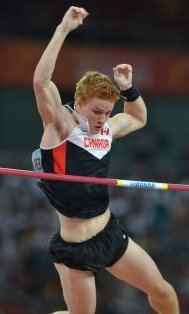
Shawnacy Barber rúdugró

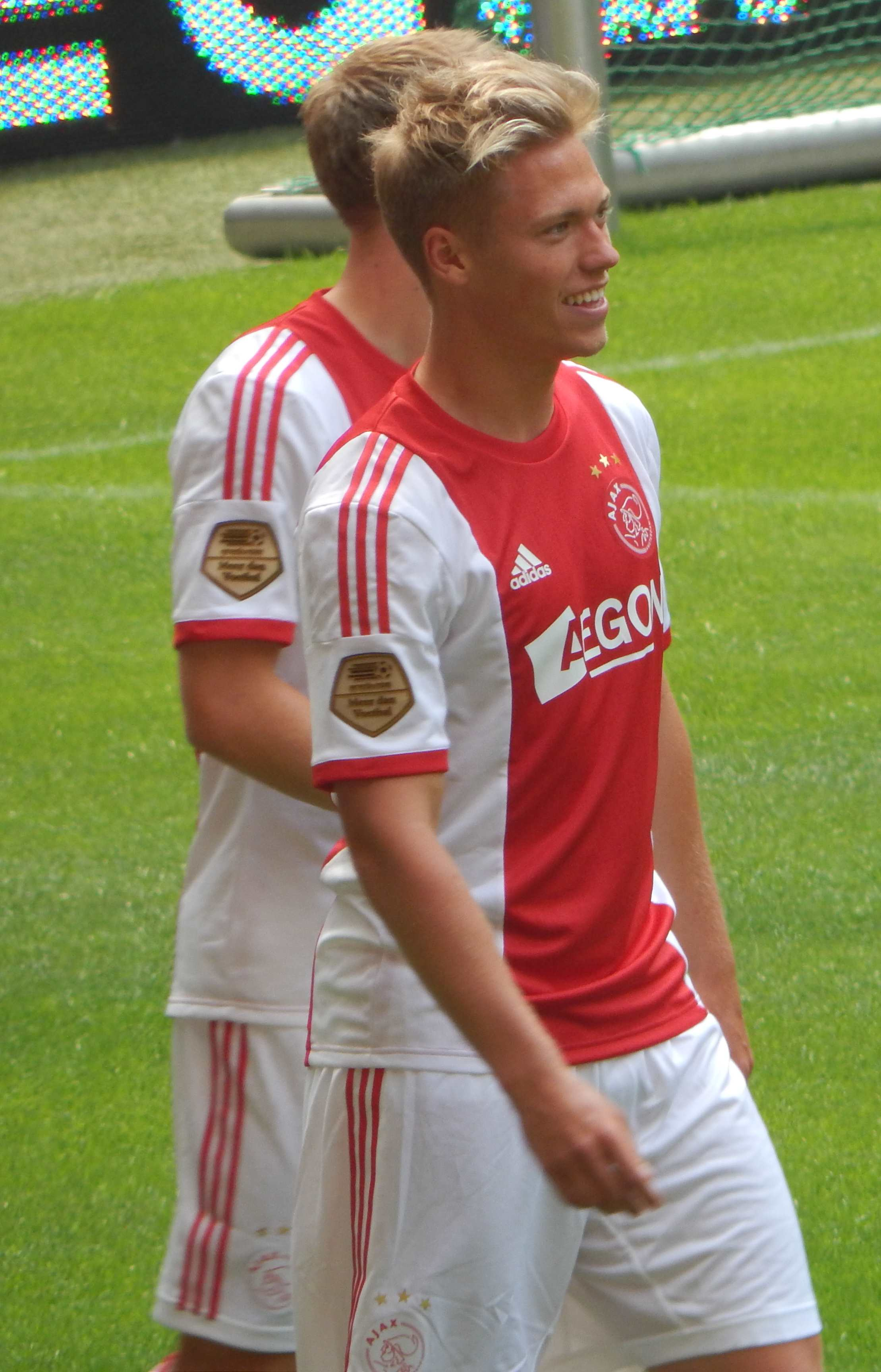
Viktor Fischer labdarúgó

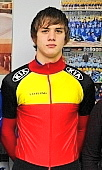
Gál-Oravecz István gyorskorcsolyázó

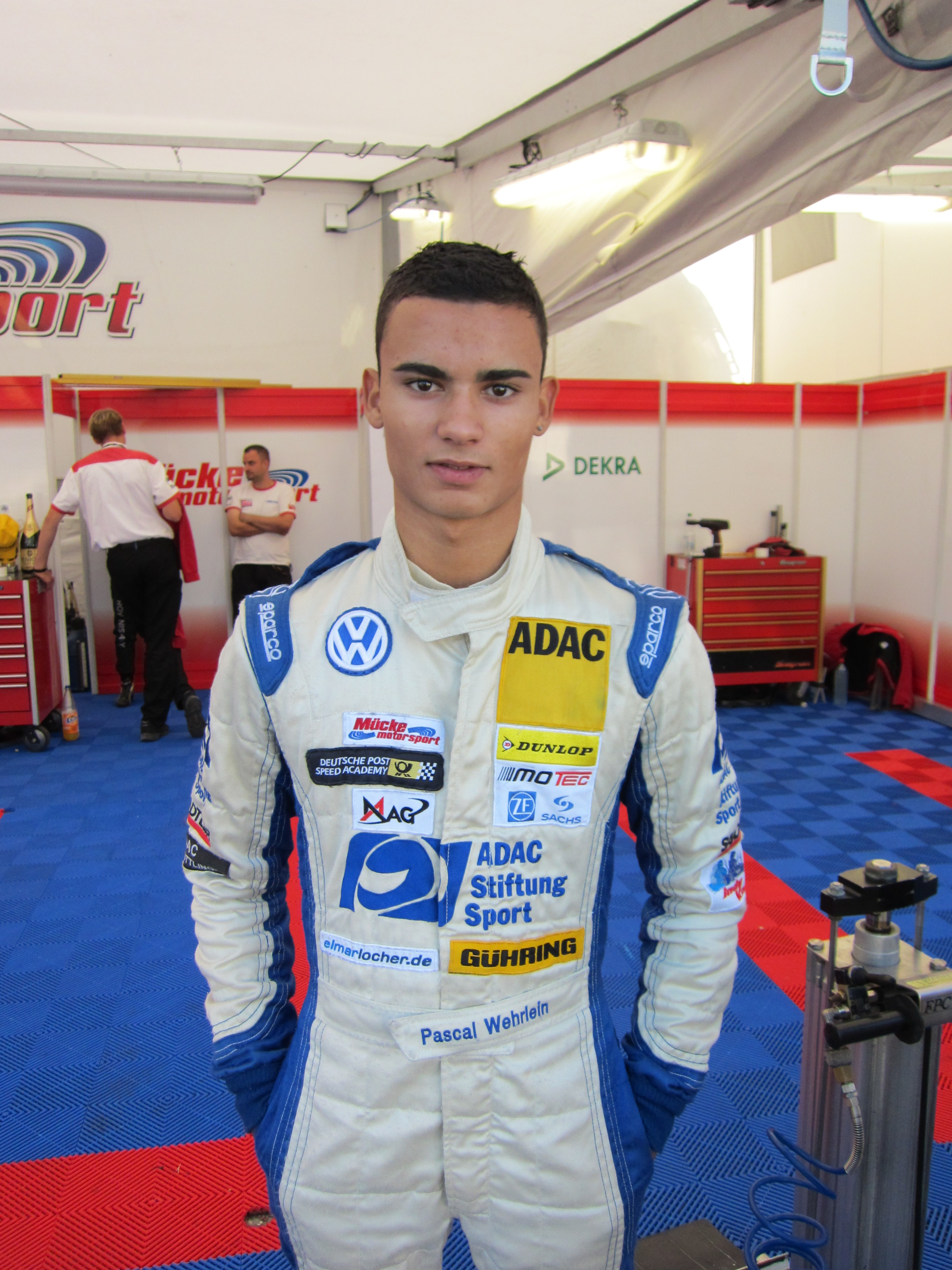
Pascal Wehrlein autóversenyző

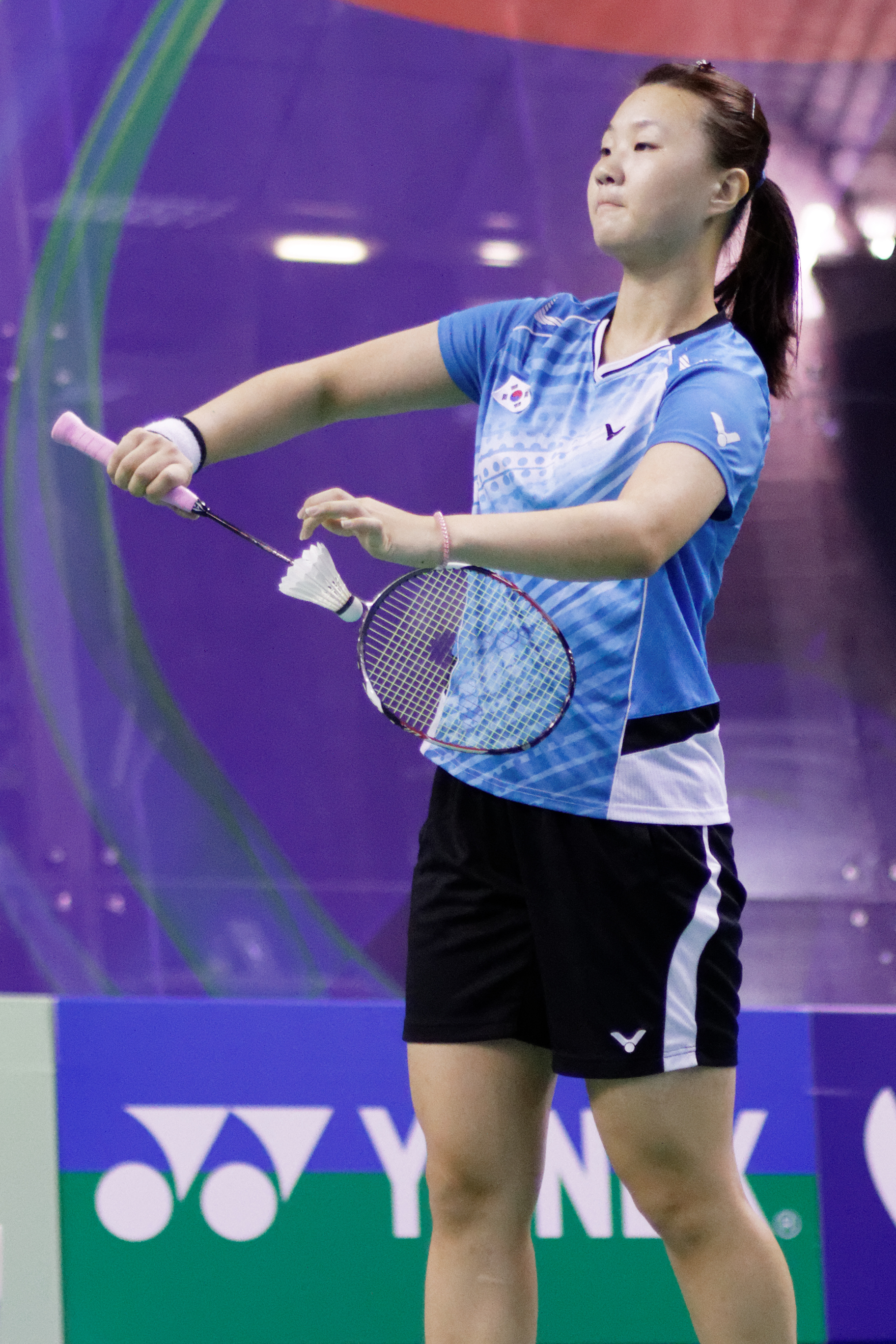
Sin Szungcshan tollaslabdázó

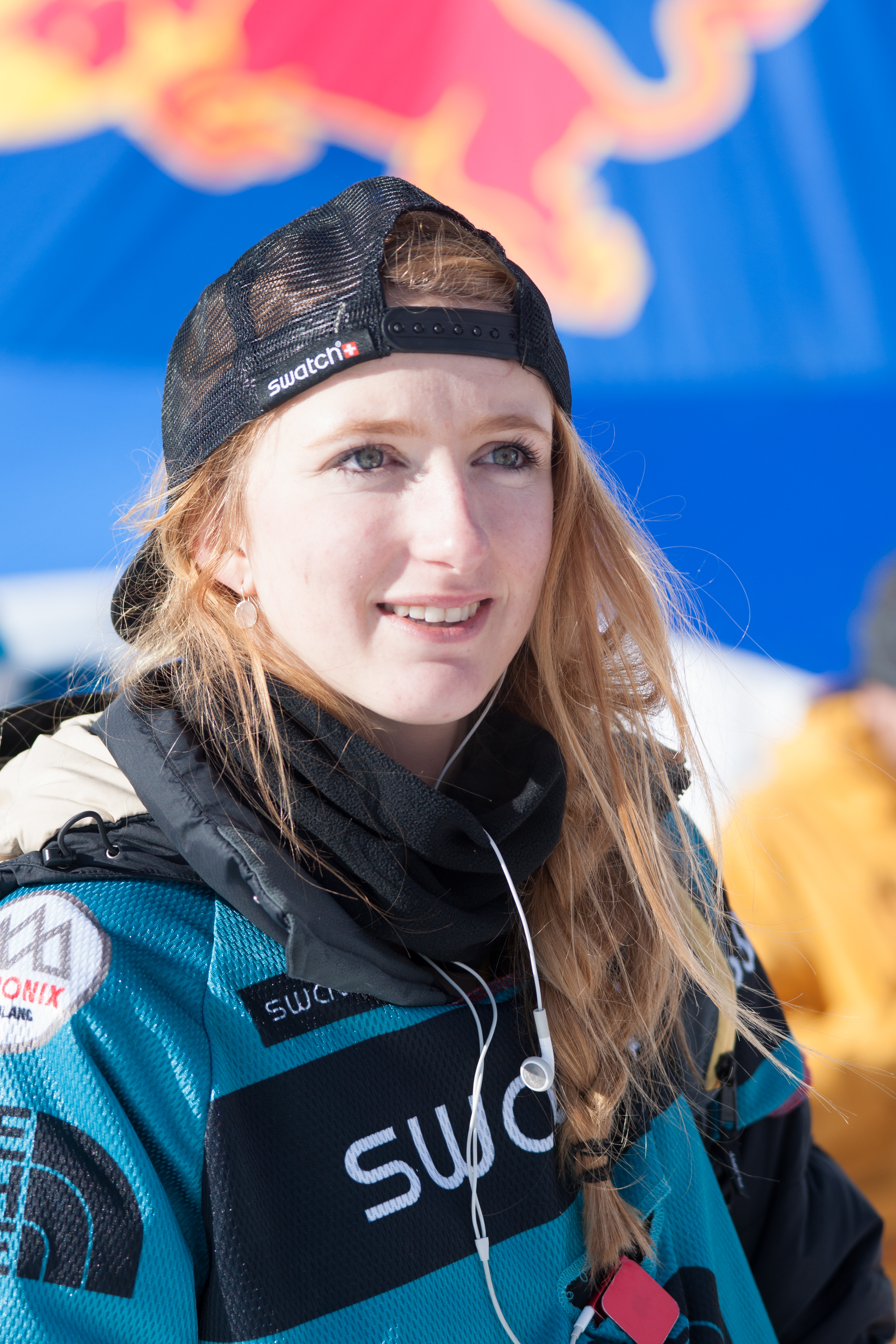
Estelle Balet hódeszkás

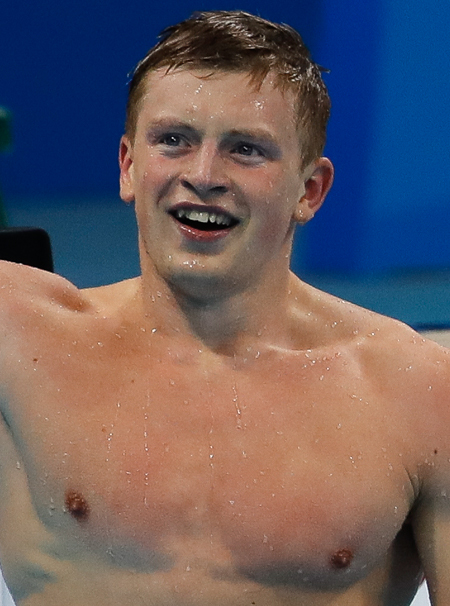
Adam Peaty úszó

### Január
- január 1.
  - Pooja Dhanda, világ- és Ázsia-bajnoki bronzérmes indiai női szabadfogású birkózó
  - Issiaga Sylla, guineai válogatott labdarúgó
- január 2. – Gonzalo Melero, spanyol korosztályos válogatott labdarúgó
- január 3. – James Husband, angol labdarúgó
- január 10.
  - Jonas Omlin, svájci válogatott labdarúgó
  - Martin Kreuzriegler, osztrák korosztályos válogatott labdarúgó
- január 12. – Fabian Schnellhardt, U17-es világbajnoki bronzérmes és U17-es Európa-bajnoki ezüstérmes német labdarúgó
- január 13. – Bayan Jumah, szír úszónő
- január 14. – Ross Murdoch, világ- és Európa-bajnok brit úszó
- január 15.
  - Rafidine Abdullah, francia születésű Comore-szigeteki válogatott labdarúgó
  - Eric Dier, angol válogatott labdarúgó
- január 16. – Mikko Lehtonen, U20-as világbajnok, felnőtt világbajnok és olimpiai bajnok finn válogatott jégkorongozó
- január 17.
  - Blaž Blagotinšek, szlovén válogatott kézilabdázó
  - Emmanuel Boateng, ghánai labdarúgó
  - Musa Araz, svájci korosztályos válogatott labdarúgó
- január 18. – Jannik Müller, német labdarúgó
- január 19.
  - Dejan Georgijević, szerb labdarúgó
  - Matthias Ginter, német válogatott labdarúgó
  - Alfie Mawson, angol labdarúgó
- január 20. – Matt Crooks, angol labdarúgó
- január 21. – Cimo Röcker, U17-es világbajnoki bronzérmes és U17-es Európa-bajnoki ezüstérmes német labdarúgó
- január 22.
  - Martin Angha, svájci korosztályos válogatott labdarúgó
  - Anatolis-Alexis Sundas, görög származású román labdarúgó
- január 23. – Austin Theriault, amerikai NASCAR-versenyző
- január 24.
  - Gustavo Guimarães, brazil válogatott vízilabdázó, olimpikon
  - Daniel-André Tande, olimpiai és világbajnok norvég síugró
- január 25. – Varga Barnabás, magyar labdarúgó
- január 29. – Kim Szohi, olimpiai és világbajnok dél-koreai taekwondózó
- január 31. – Kenneth Zohore, dán labdarúgó

### Február
- február 1. – Fatih Erdin, világbajnoki ezüstérmes török szabadfogású birkózó
- február 2. – Elseid Hysaj, albán válogatott labdarúgó
- február 4. – Alexia Putellas, U17-s Európa-bajnok és U17-es világbajnoki bronzérmes spanyol válogatott női labdarúgó
- február 5. – Cseng Szaj-szaj, kínai hivatásos teniszezőnő, olimpikon
- február 6.
  - Eliseu Cassamá, bissau-guineai válogatott labdarúgó
  - Ezequiel Ávila, argentin labdarúgó
- február 7.
  - Benjamin Hansen, dán labdarúgó
  - Jimmy Medranda, kolumbiai labdarúgó
- február 8.
  - Hakan Çalhanoğlu, török válogatott labdarúgó
  - Thomas Grøgaard, norvég válogatott labdarúgó
- február 10. – Remi Matthews, angol labdarúgó
- február 14.
  - Jordan Sinnott, angol labdarúgó († 2020)
  - David García, spanyol labdarúgó
- február 16.
  - Federico Bernardeschi, Európa-bajnok olasz válogatott labdarúgó
  - Annika Beck, német hivatásos teniszezőnő
- február 17.
  - Cedric Brunner, svájci labdarúgó
  - Jarosław Jach, lengyel válogatott labdarúgó
- február 18. – Jesús David Murillo, kolumbiai labdarúgó
- február 19. – Vladimir Cupara, szerb válogatott kézilabdázó
- február 21. – Illés Anna, Európa-bajnok magyar vízilabdázónő
- február 22. – Robert Ndip Tambe, afrikai nemzetek kupája győztes kameruni válogatott labdarúgó
- február 23. – Stefan Matteau, amerikai válogatott jégkorongozó
- február 24. – Jessica Pegula, amerikai hivatásos teniszezőnő
- február 26.
  - Jordan King, brit autóversenyző
  - Bajrang Punia Kumar, világbajnoki ezüstérmes és Ázsia-bajnok indiai szabadfogású birkózó
- február 27.
  - Hou Ji-fan, kínai sakkozó, női sakkvilágbajnok
  - Andraž Šporar, szlovén válogatott labdarúgó,

### Március
- március 2. – Andrea Conti, olasz válogatott labdarúgó
- március 3.
  - Jonathan Castro Otto, spanyol labdarúgó
  - Naomoto Hikaru, japán válogatott labdarúgó
- március 5.
  - Daria Gavrilova, orosz születésű ausztrál teniszező
  - Jonathan Menéndez, argentin labdarúgó
- március 6. – Wesley Hoedt, holland válogatott labdarúgó
- március 7.
  - Chase Kalisz, olimpiai és világbajnok amerikai úszó
  - Kocsis Gergő, magyar labdarúgó
  - Jordan Pickford, Európa-bajnoki ezüstérmes angol válogatott labdarúgó
- március 8.
  - Chris Philipps, luxemburgi válogatott labdarúgó
  - Duncan Watmore, angol labdarúgó
- március 10.
  - Maurides, brazil labdarúgó
  - Christian Nørgaard, dán válogatott labdarúgó
  - Antonio Milić, horvát válogatott labdarúgó
- március 11. – Andrew Robertson, skót válogatott labdarúgó
- március 14.
  - Nick Goepper, amerikai síakrobata
  - Nuno da Silva, svájci labdarúgó
- március 15. – Kip Colvey, amerikai születésű új-zélandi válogatott labdarúgó
- március 16.
  - David Kickert, osztrák válogatott jégkorongozó
  - Pathé Ciss, szenegáli válogatott labdarúgó
- március 17. – Assan Ceesay, gambiai válogatott labdarúgó
- március 19. – Marvin Kirchhöfer, német autóversenyző
- március 20.
  - Alexandre Mendy, bissau-guineai válogatott labdarúgó
  - Mamadou Sylla, szenegáli labdarúgó
  - Adam Lundqvist, svéd válogatott labdarúgó
- március 21. – Alireza Mohammad Karimimachiani, Ázsia-bajnok és világbajnoki bronzérmes iráni szabadfogású birkózó
- március 22.
  - Tony Mauricio, francia labdarúgó
  - Pelly-Ruddock Mpanzu, Kongói Demokratikus Köztársaságbeli válogatott labdarúgó
  - Douglas Santos, brazil válogatott labdarúgó
  - Vay Ádám, magyar válogatott jégkorongozó kapus
- március 23.
  - Rob Schoofs, belga labdarúgó
  - Gadi Kinda, izraeli válogatott labdarúgó
- március 24.
  - Angyal Zsolt, magyar labdarúgó
  - Basil Stillhart, svájci korosztályos válogatott labdarúgó
- március 25.
  - Jakob Glesnes, norvég labdarúgó
  - Michelle Wörner, német női labdarúgó
- március 26.
  - Chad Kelly, Grey-kupa-győztes amerikai amerikaifutball- és kanadaifutball-játékos
  - Alison Van Uytvanck, belga hivatásos teniszezőnő
- március 28.
  - Léo Bonatini, brazil labdarúgó
  - Ismael Tajouri-Shradi, líbiai válogatott labdarúgó
- március 29.
  - Jack O’Connell, angol labdarúgó
  - Matt Olson, amerikai baseballjátékos
- március 30. – Alex Bregman, World Series bajnok amerikai baseballjátékos

### Április
- április 1.
  - Jay Fulton, skót labdarúgó
  - Geno Petriasvili, világbajnok és olimpiai bronzérmes grúz szabadfogású birkózó
  - Brian Oliván, spanyol korosztályos válogatott labdarúgó
- április 4. – Darnell Fisher, angol labdarúgó
- április 7. – Aguero Sergio Fabian Ezequiel, argentin labdarúgó
- április 11. – Brandon Montour, kanadai válogatott jégkorongozó
- április 12. – Eric Bailly, afrikai nemzetek kupája-győztes elefántcsontparti válogatott labdarúgó
- április 13.
  - Veton Berisha, norvég válogatott labdarúgó
  - Robin Urban, német labdarúgó
- április 15. – Jannik Huth, olimpiai ezüstérmes német válogatott labdarúgókapus
- április 17. – Dario Čanađija, horvát korosztályos válogatott labdarúgó
- április 20.
  - Luka Bukić, olimpiai és világbajnoki ezüstérmes horvát válogatott vízilabdázó
  - Alexander Massialas, olimpiai, világbajnoki és ifjúsági olimpiai bajnoki ezüstérmes amerikai tőrvívó
- április 21.
  - Ludwig Augustinsson, svéd válogatott labdarúgó
  - Mitchell Weiser, U17-es Európa-bajnoki ezüstérmes és U21-es Európa-bajnok német labdarúgó
- április 22. – Radosław Murawski, lengyel korosztályos válogatott labdarúgó
- április 23. – Patrick Olsen, dán korosztályos válogatott labdarúgó
- április 24. – Vedat Muriqi, albán-koszovói származású koszovói válogatott labdarúgó
- április 25.
  - Pa Konate, U21-es Európa-bajnok svéd és guineai válogatott labdarúgó
  - Brice Samba, francia válogatott labdarúgó
- április 26.
  - Danyiil Vjacseszlavovics Kvjat, orosz autóversenyző, Formula–1-es pilóta
  - Odiszéasz Vlahodímosz, U17-es világbajnoki bronzérmes, U17-es Európa-bajnoki ezüstérmes és U21-es Európa-bajnok német születésű görög válogatott labdarúgó
- április 27.
  - Corey Seager, World Series bajnok amerikai baseballjátékos
  - Tyler Pasher, kanadai válogatott labdarúgó
- április 28.
  - Milos Degenek, horvát születésű ausztrál válogatott labdarúgó
  - Thomas Patrick Gilman, világbajnoki ezüstérmes amerikai szabadfogású birkózó
  - Tanaka Mina, japán válogatott labdarúgó
- április 30.
  - Vang Ja-fan, kínai teniszezőnő
  - Sondre Bjørshol, norvég labdarúgó

### Május
- május 1. – İlkay Durmuş, német és török korosztályos válogatott labdarúgó
- május 3. – Gaetan Laborde, francia labdarúgó
- május 4. – Pauline Ducruet, monacói hercegnő, műugró
- május 5.
  - Javier Manquillo, U19-es Európa-bajnok spanyol labdarúgó
  - Adam Zreľák, szlovák válogatott labdarúgó
  - Miłosz Trojak, lengyel labdarúgó
- május 13. – Cameron McEvoy, olimpiai bronzérmes és világbajnoki ezüstérmes ausztrál úszó
- május 14.
  - Bronte Campbell, olimpiai és világbajnok ausztrál úszó
  - Marquinhos, olimpiai bajnok brazil válogatott labdarúgó
- május 15. – Steliano Filip, román válogatott labdarúgó
- május 16.
  - Calle Andersson, svéd válogatott jégkorongozó
  - José Carlos Cracco Neto, olimpiai bajnok brazil labdarúgó
- május 20. – Kerim Mrabti, svéd válogatott labdarúgó
- május 21. – Tom Daley, brit műugró
- május 22. – Szécsi Márk, magyar labdarúgó
- május 23. – Thomas Pledl, német labdarúgó
- május 24. – Emma McKeon, olimpiai és világbajnok ausztrál úszó
- május 27.
  - Shawnacy Barber, kanadai rúdugró
  - Tyias Browning, angol labdarúgó
  - Aymeric Laporte, francia labdarúgó
- május 29. – Saku Mäenalanen, U20-as világbajnok, olimpiai és világbajnok finn válogatott jégkorongozó
- május 30. – Marc Larumbe, Európa-bajnoki ezüstérmes spanyol válogatott vízilabdázó
- május 31.
  - Madison Wilson, olimpiai és világbajnok ausztrál úszó
  - Luciano Acosta, argentin labdarúgó

### Június
- június 1. – Giorgian De Arrascaeta, uruguayi válogatott labdarúgó
- június 3.
  - Bethany England, Európa-bajnok angol válogatott női labdarúgó
  - Ville Pokka, U20-as világbajnok, felnőtt világbajnoki ezüstérmes és olimpiai bajnok finn válogatott jégkorongozó
- június 5.
  - Vincent Janssen, holland válogatott labdarúgó
  - Petra Maarit Olli, Európa-bajnok és világbajnoki ezüstérmes finn női szabadfogású birkózó
- június 6. – Yvon Mvogo, svájci válogatott labdarúgó
- június 8. – Brian Lenihan, ír labdarúgó
- június 9. – Viktor Fischer, dán válogatott labdarúgó
- június 11. – Tomasz Kędziora, lengyel válogatott labdarúgó
- június 12. – Patryk Lipski, lengyel korosztályos válogatott labdarúgó
- június 15. – Lukas Görtler, német labdarúgó
- június 16. – Fernando Rubén Alarcón, argentin labdarúgó
- június 18. – Claudia Constantinescu, román válogatott kézilabdázó
- június 23. – Moi Gómez, spanyol korosztályos válogatott labdarúgó
- június 24. – Matt Turner, CONCACAF-aranykupa- és CONCACAF Nemzetek ligája-győztes amerikai válogatott labdarúgó
- június 25. – Marcelino Moreno, argentin labdarúgó
- június 26. – Balla Virág, Európa-bajnoki bronzérmes magyar kenus
- június 28. – Anish Giri, orosz-holland sakkozó, nemzetközi nagymester, világbajnokjelölt, négyszeres holland bajnok
- június 29.
  - Hidajet Hankič, bosnyák-osztrák labdarúgó
  - Leandro Paredes, világbajnok, Copa América-győztes és Artemio Franchi-trófea-győztes argentin válogatott labdarúgó
  - Ivi, spanyol labdarúgó

### Július
- július 6. – Jason Remeseiro, spanyol labdarúgó
- július 7. – Hali Flickinger, olimpiai bronzérmes és világbajnok amerikai úszó
- július 8. – Dimitri Van den Bergh, belga dartsjátékos
- július 9.
  - Daniel Bachmann, osztrák labdarúgó kapus
  - Moumi Ngamaleu, kameruni válogatott labdarúgó
  - Pepe Oriola, spanyol autóversenyző
- július 12. – Réda Rabeï, francia labdarúgó
- július 13.
  - Ivana Andrés, spanyol válogatott labdarúgó
  - Petar Golubović, szerb korosztályos válogatott labdarúgó
- július 14.
  - Nakaszato Jú, japán válogatott labdarúgó
  - Jere Uronen, finn válogatott labdarúgó
- július 16. – Garda Krisztina, U17-es és U19-es Európa-bajnoki ezüstérmes, U18-as világbajnoki ezüstérmes, Universiade aranyérmes, olimpiai bronzérmes, világbajnoki ezüstérmes, Európa-bajnok, LEN-kupa és LEN-szuperkupa-győztes magyar válogatott vízilabdázónő
- július 17.
  - Victor Lindelöf, svéd válogatott labdarúgó
  - Benjamin Mendy, világbajnok francia válogatott labdarúgó
  - Ayrton Preciado, ecuadori válogatott labdarúgó
- július 20. – Solly March, angol labdarúgó
- július 23. – Stephen Kingsley, skót válogatott labdarúgó
- július 27.
  - Szulejman Atli, Európa-bajnoki és világbajnoki bronzérmes török szabadfogású birkózó
  - Tótka Sándor, olimpiai, világ- és Európa-bajnok, Európa-játékok bronzérmes és ifjúsági olimpiai bajnok magyar kajakozó
- július 28. – Boban Nikolov, macedón válogatott labdarúgó
- július 31. – Holdampf Gergő, magyar labdarúgó

### Augusztus
- augusztus 1.
  - Domenico Berardi, Európa-bajnok olasz válogatott labdarúgó
  - Cătălin Ungur, román úszó
  - Gonçalo Paciência, portugál válogatott labdarúgó
- augusztus 2.
  - Braden Christoffer, kanadai jégkorongozó
  - Emil Krafth, svéd válogatott labdarúgó
- augusztus 3. – Emerson Palmieri, U17-es dél-amerikai bajnok brazil labdarúgó, Európa-bajnok, UEFA-bajnokok ligája-, Európa-liga- és UEFA-szuperkupa-győztes olasz válogatott labdarúgó
- augusztus 4. – Mohamed Elyounoussi, norvég válogatott labdarúgó
- augusztus 5. – Martín Rodríguez, chilei válogatott labdarúgó
- augusztus 6. – Danilo Cataldi, olasz válogatott labdarúgó
- augusztus 7. – Jérémy Desplanches, Európa-bajnok és világbajnoki ezüstérmes svájci úszó
- augusztus 8. – Jeremy Toljan, olimpiai ezüstérmes, U17-es Európa-bajnoki ezüstérmes és U21-es Európa-bajnok német labdarúgó
- augusztus 10.
  - Gál-Oravecz István, romániai magyar gyorskorcsolyázó
  - Bernardo Silva, portugál válogatott labdarúgó
- augusztus 11. – Cecilio Domínguez, paraguayi válogatott labdarúgó
- augusztus 12. – Kristoffer Normann Hansen, norvég korosztályos válogatott labdarúgó
- augusztus 13.
  - Joaquín Correa, Copa América-bajnok argentin válogatott labdarúgó
  - Jonas Folger, német motorversenyző
- augusztus 15. – Kim Thehun, olimpiai bronzérmes, világbajnok és Ázsia-bajnok dél-koreai taekwondózó
- augusztus 16.
  - Koray Gunter, német labdarúgó
  - Julian Pollersbeck, U21-es Európa-bajnok német labdarúgó
- augusztus 17. – Tiemoué Bakayoko, francia válogatott labdarúgó
- augusztus 18.
  - Somhegyi Krisztián magyar műugró
  - Mohammed Djetei, afrikai nemzetek kupája-győztes kameruni válogatott labdarúgó
- augusztus 24. – Petter Strand, norvég korosztályos válogatott labdarúgó
- augusztus 20. – Erik Thommy, német labdarúgó
- augusztus 25.
  - Anne Mette Hansen, junior világ- és Európa-bajnok, felnőtt világbajnoki bronzérmes és Női EHF-bajnokok ligája-győztes dán válogatott kézilabdázó
  - Will Licon, pán amerikai bajnok amerikai úszó
- augusztus 29.
  - Gabriele Detti, világ- és Európa-bajnok, olimpiai bronzérmes olasz úszó
  - Fabian Schubert, osztrák labdarúgó

### Szeptember
- szeptember 2. – Linda Dallmann, német válogatott női labdarúgó
- szeptember 4. – Sérgio Santos, brazíliai labdarúgó
- szeptember 8. – José Ricardo Cortés, kolumbiai labdarúgó
- szeptember 9. – Gilbert Koomson, ghánai válogatott labdarúgó
- szeptember 10. – Artyom Valerjevics Markelov, orosz autóversenyző
- szeptember 11. – Dwayne Benjamin Didon, Seychelles-szigeteki úszó
- szeptember 12.
  - Gideon Jung, U21-es Európa-bajnok német labdarúgó
  - Elina Mihajlivna Szvitolina, ukrán hivatásos teniszezőnő
- szeptember 13. – Joel Pohjanpalo, finn válogatott labdarúgó
- szeptember 14.
  - Léo Dubois, UEFA Nemzetek Ligája-győztes francia válogatott labdarúgó
  - De’Runnya Wilson, amerikai kosárlabdázó és amerikaifutball-játékos († 2020)
- szeptember 16. – Nigel Williams-Goss, amerikai kosárlabdázó
- szeptember 17. – Javier Eduardo López, mexikói labdarúgó
- szeptember 18. – Domonic Bedggood, világbajnoki bronzérmes és Nemzetközösségi játékok aranyérmes ausztrál műugró, olimpikon
- szeptember 19.
  - Matthew Hutchins, új-zélandi úszó, olimpikon
  - Robert Ivanov, finn válogatott labdarúgó
- szeptember 22. – Carlos Correa (baseballjátékos|Carlos Correa]], World Series-bajnok puerto ricó baseballjátékos
- szeptember 23. – Yerry Mina, Copa América bronzérmes és Copa Sudamericana-győztes kolumbiai válogatott labdarúgó
- szeptember 24.
  - Romario Ibarra, ecuadori válogatott labdarúgó
  - Frederik Holst, dán korosztályos válogatott labdarúgó
- szeptember 26. – Jack Conger, olimpiai és világbajnok amerikai úszó
- szeptember 28. – Xavier Arreaga, CONCACAF-bajnokok ligája-győztes ecuadori válogatott labdarúgó
- szeptember 29. – Arkadiusz Kasperkiewicz, lengyel labdarúgó
- szeptember 30.
  - Nikola Storm, belga labdarúgó
  - Mikael Uhre, dán válogatott labdarúgó

### Október
- október 1. – Mahmúd Haszan, egyiptomi válogatott labdarúgó
- október 3.
  - Kepa Arrizabalaga, spanyol válogatott labdarúgó
  - Janne Juvonen, U20-as világbajnok, felnőtt világbajnoki ezüstérmes és Spengler-kupa-győztes finn válogatott jégkorongozó
- október 6.
  - Benedik Mioč, horvát labdarúgó
  - Matthew Pennington, angol labdarúgó
- október 9. – Atanasz Iliev, bolgár válogatott labdarúgó
- október 11. – Jasmit Singh Phulka, indiai származású, kanadai szabadfogású birkózó
- október 12. – Olivia Smoliga, olimpiai és világbajnok amerikai úszónő
- október 14. – Nahom Girmai, svéd labdarúgó
- október 15. – Marlon Ritter, német labdarúgó
- október 17.
  - Zaccheo Dotti, Spengler-kupa-győztes svájci jégkorongozó
  - Jake Nerwinski, amerikai labdarúgó
  - Myles Straw, amerikai baseballjátékos
- október 18.
  - John McGinn, skót válogatott labdarúgó
  - Pascal Wehrlein, német és mauritiusi kettős állampolgársággal rendelkező autóversenyző
- október 19. – Eroll Zejnullahu, német–koszovói labdarúgó
- október 21.
  - Florian Kath, német labdarúgó
  - Jan Grzesik, lengyel labdarúgó
  - Robert Taylor, finn válogatott labdarúgó
- október 23. – Muramacu Tomoko, japán válogatott labdarúgó
- október 24. – Bruma, bissau-guineai származású portugál labdarúgó
- október 25.
  - Varga Barnabás, magyar labdarúgó
  - Franco Russo, argentin labdarúgó
- október 26.
  - Király Botond, magyar labdarúgó
  - Jordan Morris, amerikai válogatott labdarúgó
- október 28. – Alejandro Catena, spanyol labdarúgó
- október 29. – Aurélien Panis, francia autóversenyző

### November
- november 1.
  - Martina Kuenz, világ- és Európa-bajnoki bronzérmes osztrák női szabadfogású birkózó
  - James Ward-Prowse, angol válogatott labdarúgó
- november 6. – Ádám László, magyar labdarúgó
- november 7. – Gervonta Davis, világbajnok amerikai ökölvívó
- november 8. – Ója Ajumi, japán válogatott labdarúgó
- november 9. – Saúl García, spanyol labdarúgó
- november 10. – Aron Elís Þrándarson, izlandi válogatott labdarúgó
- november 11.
  - Benjamin Kirchhoff, német labdarúgó
  - Jordi Sánchez, spanyol labdarúgó
  - Denis Bouanga, gaboni válogatott labdarúgó
- november 12. – Samuel Piette, kanadai válogatott labdarúgó
- november 13. – Santiago Espinal, dominikai baseballjátékos
- november 14. – Adam Jacob Coon, világbajnoki ezüstérmes amerikai kötöttfogású birkózó
- november 15. – Jekatyerina Jevgenyjevna Alekszandrova, orosz hivatásos teniszezőnő
- november 20.
  - Gasparics Fanni, magyar jégkorongozó
  - Kris Richard, svájci autóversenyző
  - Ueno Szaki, japán válogatott labdarúgó
  - Andrés Vombergar, argentin születésű szlovén válogatott labdarúgó
- november 21. – Kavai Riszako, olimpiai, világ- és Ázsia-bajnok japán szabadfogású női birkózó
- november 22. – Nicolás Stefanelli, argentin labdarúgó
- november 27. – Fernando Gorriarán, uruguayi válogatott labdarúgó

### December
- december 1. – Ludmila da Silva, U20-as Copa América bajnok brazil női válogatott labdarúgó
- december 2. – Mark-Anthony Kaye, kanadai válogatott labdarúgó
- december 3.
  - Héctor Fértoli, argentin labdarúgó
  - Tom Lockyer, walesi válogatott labdarúgó
- december 4. – Leandro Trossard, belga válogatott labdarúgó
- december 6.
  - Rhys Healey, walesi labdarúgó
  - Greg Luer, angol labdarúgó
  - Bakary Nimaga, kameruni születésű mali válogatott labdarúgó
  - Sin Szungcshan, olimpiai és világbajnoki bronzérmes dél-koreai tollaslabdázó
  - Sinohara Takuró, japán autóversenyző
- december 7. – Hanjú Juzuru, japán világbajnok műkorcsolyázó
- december 9. – Jórgosz Jakumákisz, görög válogatott labdarúgó
- december 13. – Pau López, spanyol labdarúgókapus
- december 16.
  - Sergio Ruiz, spanyol labdarúgó
  - Philip Zinckernagel, dán korosztályos válogatott labdarúgó
  - Júszuf el-Motí, marokkói labdarúgó
  - Eugene Ansah, ghánai válogatott labdarúgó
- december 17.
  - Raffaele Marciello, olasz autóversenyző
  - Birger Meling, norvég válogatott labdarúgó
- december 18.
  - David Alvárez, spanyol labdarúgó
  - Gerard Gumbau, spanyol labdarúgó
- december 19. – Estelle Balet, kétszeres világbajnok svájci hódeszkás († 2016)
- december 20. – Ryan Thomas, új-zélandi válogatott labdarúgó
- december 22.
  - Brendan Chardonnet, francia labdarúgó
  - Vu Liu-fang, kínai tornász
- december 23. – Julien De Sart, belga labdarúgó
- december 24. – Frederic Guilbert, francia labdarúgó
- december 25. – Lalas Abubakar, ghánai labdarúgó
- december 27. – Isi Palazón, spanyol labdarúgó
- december 28.
  - Hasszán Jazdani, olimpiai, világ- és Ázsia-bajnok iráni szabadfogású birkózó
  - Adam Peaty, olimpiai, világ- és Európa-bajnok brit úszó
- december 29. – Piotr Krawczyk, lengyel labdarúgó
- december 30.
  - David von Ballmoos, svájci labdarúgó
  - Tyler Boyd, új-zélandi és amerikai válogatott labdarúgó
- december 31. – Espen Garnås, norvég labdarúgó

## Halálozások
- ? – Schwartz Sándor, magyar nemzetiségű román válogatott labdarúgó (* 1909)
- január 2. – Numa Andoire, francia válogatott labdarúgó (* 1908)
- február 24. – Ion Lăpușneanu, román válogatott labdarúgókapus, edző (* 1908)
- március 9. – Beke Zoltán, magyar nemzetiségű román válogatott labdarúgó, csatár (* 1911)
- március 10. – Roger Bocquet, svájci válogatott labdarúgó (* 1921)
- április 1. – John Chase, olimpiai ezüstérmes amerikai jégkorongozó, baseballjátékos, edző (* 1906)
- április 7. – Dobay István, román válogatott labdarúgó, csatár, majd edző (* 1909)
- április 16. – Albert József, magyar labdarúgó, edző (* 1912)
- április 30. – Roland Ratzenberger, osztrák autóversenyző (* 1960)
- május 1. – Ayrton Senna, brazil autóversenyző (* 1960)
- május 6. – Mészáros István, világbajnok magyar kajakozó (* 1933)
- május 20. – Jiří Sobotka, világbajnoki ezüstérmes csehdzlovák válogatott labdarúgó, csatár, edző (* 1911)
- június 20. – Kovalik Ferenc, magyar labdarúgó, kapus (* 1933)
- június 27. – Sam Hanks, amerikai autóversenyző, Formula–1-es pilóta, indianapolisi 500 győztes (* 1914)
- július 2.
  - Roberto Balado, olimpiai és világbajnok kubai ökölvívó (* 1969)
  - Andrés Escobar, kolumbiai válogatott labdarúgó (* 1967)
- augusztus ? – Tadeusz Adamowski, svájci születésű lengyel jégkorongozó, Európa-bajnoki ezüstérmes, olimpikon (* 1901)
- szeptember 11. – Dernell Every, olimpiai bronzérmes amerikai tőrvívó, sportvezető (* 1906)
- szeptember 17. – Arnold Badjou, belga válogatott labdarúgókapus (* 1909)
- szeptember 18. – Vitas Gerulaitis, Australian Open-győztes amerikai teniszező (* 1954)
- szeptember 22. – Albert Hassler, francia gyorskorcsolyázó, Európa-bajnok jégkorongozó, olimpikon (* 1903)
- szeptember 23. – Severino Minelli, svájci válogatott labdarúgó, edző (* 1909)
- október 25. – Kocsis Antal, olimpiai bajnok magyar ökölvívó (* 1905)
- november 10. – Renato Bizzozero, svájci válogatott labdarúgókapus (* 1912)
- november 11. – Cecil Wylde, Európa-bajnoki bronzérmes amerikai-brit válogatott jégkorongozó, olimpikon (* 1904)
- november 12. – Wilma Rudolph, olimpiai bajnok amerikai atléta, a „fekete gazella” (* 1940)
- november 16. – Eduard Teodorovics Kozinkevics, ukrán származású szovjet válogatott labdarúgó (* 1949)
- december 13. – Olga Nyikolajevna Rubcova, szovjet-orosz sakkozó, női sakkvilágbajnok (1956–1958), levelezési sakkvilágbajnok, sakkolimpiai bajnok (* 1909)
- december 31. – Jacques Dimont, olimpiai bajnok francia tőrvívó (* 1945)